# 파칼리타 모시실리

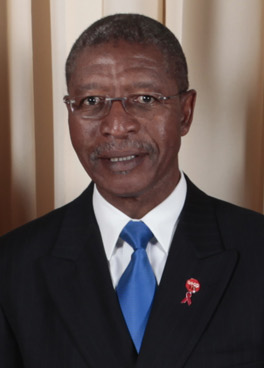
파칼리타 모시실리

파칼리타 모시실리(Pakalitha Mosisili, 1945년 3월 14일 ~ )는 레소토의 정치인이다. 1998년부터 2007년까지, 2015년부터 2017년까지 레소토의 총리를 지냈다.

## 생애
카차스네크 구 출신이며 1976년에는 미국 위스콘신 대학교 매디슨에서 문학 학사 학위를 취득했다. 1993년 카차스네크 구 출신 레소토 의회 의원으로 정치 생활을 시작하고 교육부 장관이 되었다. 1994년에는 군인들에 의해 다른 세 장관과 함께 잠시 납치되었지만 석방되었고 1995년 부총리가 되었다.
1998년에는 그가 속해 있던 정당인 레소토 민주 회의(Lesotho Congress for Democracy, LCD)의 후보가 되어 총리에 당선되었다. 2002년에 실시된 선거에서 승리하여 연임에 성공하였다. 2009년에는 남아프리카 공화국과 모잠비크에서 온 용병으로 추정되는 무장 괴한들이 그의 자택을 습격하기도 했다. 2015년에 실시된 선거에서 승리한 뒤 2017년까지 총리를 지냈다.